# 9179 Satchmo
9179 Satchmo eller 1991 EM1 är en asteroid i huvudbältet som upptäcktes den 13 mars 1991 av Oak Ridge-observatoriet. Den är uppkallad efter den amerikanske musikern Louis Armstrong.
Asteroiden har en diameter på ungefär 9 kilometer och den tillhör asteroidgruppen Eos.